# Barcelona (Rio Grande do Norte)
Barcelona é um município brasileiro do estado do Rio Grande do Norte. De acordo com estimativa do IBGE (Instituto Brasileiro de Geografia e Estatística) no ano 2024, sua população era de 4.103 habitantes. Área territorial de 152 km².
No início do século XIX, sertanejos vindos do Seridó, bem como de outras regiões do Rio Grande do Norte e da Paraíba, colonizaram a área onde atualmente está situado o município de Barcelona. A primeira casa da região, à época conhecida como "Salgado", foi construída pelo Sr. José Maria do Nascimento, natural de Bodó, em Cerro-Corá/RN, juntamente com seus dois irmãos, que foram os primeiros proprietários de terras na região.
Foi em 1929 em que o prefeito de São Tomé, município do qual Barcelona fazia parte, mudou o nome do povoado de Salgado para Barcelona, sendo que o nome Barcelona provém de um seringal localizado na Amazônia, onde o então prefeito havia trabalhado.

## Economia
De acordo com dados do IPEA do ano de 1996, o PIB era estimado em 2,03 milhões de reais, sendo que 45,8% correspondia às atividades baseadas na agricultura e na pecuária, 0,3% à indústria e 53,9% ao setor de serviços. O PIB per capita era de 522,10 reais.
Em 2002, conforme estimativas do IBGE, o PIB havia evoluído para 9,253 milhões de reais e o PIB per capita R$ 2.264 reais.

### Produção agrícola
| Lavoura                      | Quantidade produzida (ton.) | Valor da produção (R$ mil) | Área plantada (ha.) | Área colhida (ha.) | Rendimento médio (kg/ha.) |
| ---------------------------- | --------------------------- | -------------------------- | ------------------- | ------------------ | ------------------------- |
| Algodão herbáceo (em caroço) | 10                          | 8                          | 180                 | 15                 | 666                       |
| Banana                       | 31                          | 8                          | 3                   | 3                  | 10.333                    |
| Castanha-de-caju             | 6                           | 3                          | 15                  | 15                 | 400                       |
| Coco-da-baía                 | 18 (mil frutos)             | 9                          | 6                   | 6                  | 3.000 frutos/ha.          |
| Feijão (em grão)             | 135                         | 135                        | 350                 | 350                | 385                       |
| Mandioca                     | 400                         | 20                         | 50                  | 50                 | 8.000                     |
| Manga                        | 32                          | 1                          | 4                   | 4                  | 8.000                     |
| Milho (em grão)              | 180                         | 54                         | 300                 | 300                | 600                       |

### Pecuária
| Rebanho                          | Efetivo (cabeças) |
| -------------------------------- | ----------------- |
| Bovino                           | 3.643             |
| Suíno                            | 604               |
| Eqüinos                          | 644               |
| Asininos (jumentos)              | 71                |
| Muares (mulas)                   | 71                |
| Ovinos                           | 1.412             |
| Galinhas                         | 3.236             |
| Galos, frangas, frangos e pintos | 5.242             |
| Caprinos                         | 673               |
| Vacas ordenhadas                 | 591               |

| Gênero          | Produção         |
| --------------- | ---------------- |
| Leite de vaca   | 485 (mil litros) |
| Ovos de galinha | 12 (mil dúzias)  |
| Mel de abelha   | 825 (kg)         |

## Dados estatísticos

### Educação
| Ensino      | Alunos matriculados | Professores |
| ----------- | ------------------- | ----------- |
| Fundamental | 914                 | 47          |
| Médio       | 117                 | 1           |

- Analfabetos com mais de quinze anos: 40,34% (IBGE, Censo 2000).

### Índice de Desenvolvimento Humano
| IDH         | 1991  | 2000  |
| ----------- | ----- | ----- |
| Renda       | 0,436 | 0,522 |
| Longevidade | 0,519 | 0,679 |
| Educação    | 0,507 | 0,663 |
| Total       | 0,488 | 0,613 |

### Saneamento urbano
| Serviço          | Domicílios (%) |
| ---------------- | -------------- |
| Água             | 97,7%          |
| Esgoto sanitário | 0,8%           |
| Coleta de lixo   | 91,4%          |

### Saúde
- 12 leitos hospitalares, todos disponíveis para pacientes do sistema único de saúde (2002, IBGE).
- Mortalidade infantil: 73,0 p/mil (Ministério da Saúde/1998).
- Esperança de vida ao nascer: 65,8 anos (IBGE, Censo 2000).